# ホップ・ステップ・ワーイ!
- ラブライブ! > ラブライブ!サンシャイン!! > Aqours > ホップ・ステップ・ワーイ!

「ホップ・ステップ・ワーイ!」は、Aqoursの楽曲。「Aqours Hop! Step! Jump! Project!」のテーマソング。
「Aqours CLUB CD SET 2018」として、2018年6月30日にLantisから発売された。

## 概要
前作「WATER BLUE NEW WORLD/WONDERFUL STORIES」から約5か月ぶりとなるシングル。前回のテーマソングである「Landing action Yeah!!」同様、CD単体としてのリリースではなく「Aqours CLUB CD SET 2018」に内包されるかたちでのリリースとなっている。
表題曲「ホップ・ステップ・ワーイ!」は、2018年から展開されているプロジェクト「Aqours Hop! Step! Jump! Project!」のテーマソング。楽曲のタイトル・内容は、6月4日にラジオ番組「SCHOOL OF LOCK!」（TOKYO FM）内のコーナー「Aqours LOCKS!」で初公開された。前回に引き続きカップリングは表題曲のバージョン違いとなっているが、今回はソロではなくユニットごとに分かれている。
Aqoursのファンクラブ「Aqours CLUB 2018」のサービスが受けられるシリアルコードや、オフィシャルグッズが封入されている通常盤と、通常盤の内容に加えブックレット・スペシャルメモリアルDVDが封入された「GOLD EDITION」の2形態で発売される。

## チャート成績
2018年6月29日付のオリコンデイリーランキングでは1.5万枚を売り上げ1位にランクイン。Aqoursの楽曲のオリコンデイリー首位獲得は「恋になりたいAQUARIUM」以来、約2年2ヶ月ぶりの快挙となった。また、翌日の6月30日付も首位をキープし、Aqoursとしては初めて2日以上のデイリー首位獲得となった。7月12日付のオリコン週間ランキングでは、2.8万枚を売上げ4位にランクインした。土曜発売とオリコン集計上不利なリリースだったものの、デビュー作からの連続週間5位以内の記録を16作に更新した。
ビルボードにおいてもHot Animationにおいて3作連続で1位を獲得した。

## CD収録内容
| 全作詞: 畑亜貴、全作曲・編曲: 光増ハジメ。 |                                                 |        |            |      |
| #                                          | タイトル                                        | 作詞   | 作曲・編曲 | 時間 |
| 1.                                         | 「ホップ・ステップ・ワーイ!」                   | 畑亜貴 | 光増ハジメ | 4:51 |
| 2.                                         | 「ホップ・ステップ・ワーイ!」(Off Vocal)        | 畑亜貴 | 光増ハジメ | 4:51 |
| 3.                                         | 「ホップ・ステップ・ワーイ!」(CYaRon！ Ver.)    | 畑亜貴 | 光増ハジメ | 4:51 |
| 4.                                         | 「ホップ・ステップ・ワーイ!」(AZALEA Ver.)      | 畑亜貴 | 光増ハジメ | 4:51 |
| 5.                                         | 「ホップ・ステップ・ワーイ!」(Guilty Kiss Ver.) | 畑亜貴 | 光増ハジメ | 4:51 |

## スペシャルメモリアルDVD収録内容

### Disc1
| #  | タイトル                     | 作詞 | 作曲・編曲 |
| -- | ---------------------------- | ---- | ---------- |
| 1. | 「November, 2017 in 大阪」   |      |            |
| 2. | 「December, 2017 in 札幌」   |      |            |
| 3. | 「December, 2017 in 沼津」   |      |            |
| 4. | 「January, 2017 in 福岡」    |      |            |
| 5. | 「February, 2017 in 名古屋」 |      |            |
| 6. | 「March, 2017 in 千葉」      |      |            |
| 7. | 「November, 2017 in Seoul」  |      |            |
| 8. | 「January, 2017 in Shanhai」 |      |            |
| 9. | 「February, 2017 in Taipei」 |      |            |

### Disc2
| #  | タイトル         | 作詞 | 作曲・編曲 |
| -- | ---------------- | ---- | ---------- |
| 1. | 「伊波杏樹編」   |      |            |
| 2. | 「逢田梨香子編」 |      |            |
| 3. | 「諏訪ななか編」 |      |            |
| 4. | 「小宮有紗編」   |      |            |
| 5. | 「斉藤朱夏編」   |      |            |
| 6. | 「小林愛香編」   |      |            |
| 7. | 「高槻かなこ編」 |      |            |
| 8. | 「鈴木愛奈編」   |      |            |
| 9. | 「降幡愛編」     |      |            |

### Disc3
| #  | タイトル                                            | 作詞 | 作曲・編曲 |
| -- | --------------------------------------------------- | ---- | ---------- |
| 1. | 「Aqours CLUB レポート August,2017 in Los Angeles」 |      |            |
| 2. | 「CLUB PHOTO SHOOTING in NUMAZU」                   |      |            |